# Hydriomena sparsimacula
Hydriomena sparsimacula är en fjärilsart som beskrevs av George Duryea Hulst 1896. Hydriomena sparsimacula ingår i släktet Hydriomena och familjen mätare. Inga underarter finns listade i Catalogue of Life.